# Ратуша юридики Гарбары
Ратуша юридики Гарбары (пол. Ratusz jurydyki Garbary) — историческое здание, находящееся на улице Кармелицкой, 12 в краковском районе Пясек, Польша. Памятник культуры Малопольского воеводства.
Наибольшая краковская юридика Гарбары имела своё местное самоуправление; в частности у неё была собственная ратуша, где собирался совет, находилась канцелярия и место заключения. Юридика прекратила своё существование в начале XIX века, когда австро-венгерские власти запретили её деятельность.
Ратуша с позднебарочным фасадом была построена в XVIII веке. Фасад в неизменной форме сохранился до нашего времени.
16 июля 1966 года здание было внесено в реестр памятников культуры Малопольского воеводства (№ А-311).